# Arnium apiculatum
Arnium apiculatum är en svampart som först beskrevs av Griffiths, och fick sitt nu gällande namn av N. Lundq. 1972. Arnium apiculatum ingår i släktet Arnium och familjen Lasiosphaeriaceae.   Inga underarter finns listade i Catalogue of Life.